# 甜度冰塊 KaoBeiCold
甜度冰塊 KaoBeiCold，是一個主要由馬來西亞華人陳芊堯（YouTube频道网名为西西歪）與香港人狄達創建的YouTube頻道。
他們跟Mira's Garden、CoffeeTea&Jane、嚴政WallaceYim、Soya手癢計劃 等YouTuber合作過。

## 成員
| 成員                 | 國籍     | 簡介 |
| -------------------- | -------- | ---- |
| 陳芊堯 (西西歪，CCY) | 马来西亚 |      |
| 狄達 (Tiktok)        | 香港     |      |
| 次要成員             |          |      |
| Mocha                | 马来西亚 |      |
| Leon                 | 香港     |      |

## 爭議
- 其中一部發表的影片中提到讀大學沒有用而放棄完成大學學業，遭到網友們出征[5]。

## 外部連結
- YouTube上的甜度冰塊 KaoBeiCold 頻道
- 甜度冰塊 KaoBeiCold的Facebook專頁
- 甜度冰塊 × Kao Bei Cold的Instagram帳戶
- 甜度冰塊 KaoBeiCold  愛奇藝 channel （页面存档备份，存于） (現已不再更新這)